# Паласіос-дель-Арсобіспо
Паласіос-дель-Арсобіспо (ісп. Palacios del Arzobispo) — муніципалітет в Іспанії, у складі автономної спільноти Кастилія-і-Леон, у провінції Саламанка. Населення — 193 особи (2010).
Муніципалітет розташований на відстані близько 200 км на північний захід від Мадрида, 28 км на північний захід від Саламанки.

## Демографія
Динаміка населення (INE ):